# 五百人評議会
五百人評議会（ごひゃくにんひょうぎかい、古希: ἡ βουλή οἱ πεντακόσιοι (hē boulē hoi pentakosioi)）とは、古代ギリシアのアテナイにおいて、クレイステネスが設けた評議会（βουλή, ブーレー, 政務審議会とも）のこと。

## 概要
10部族からくじで各50人が抽選され、計500人で構成されたため、こう呼ばれる。任期は1年で、重任が禁じられており、生涯2回しか務めることができなかった。
一般にブーレー（希: βουλή (boulē)）と言った場合、最も著名なこのアテナイの五百人評議会を指すことが多いが、より広く「古代ギリシアの民主政ポリスにおいて、民会を補佐した国家機関」全般を指すこともある。
ブレウテリオン（希: βουλευτήριον (bouleutērion), ブーレウテーリオン）と呼ばれる評議場（会議場）で評議を行った。役人の監査、軍船の建造と維持などを中心に、国政全般にわたる広範な権限を有しており、また民会に提出する議案をあらかじめ準備する役目も負っていた。

## プリュタネイス
五百人評議会の評議員を構成する各10部族は、1年を10分割した期間（35日または36日）毎に、順番に政務を執行するプリュタネイス（希: πρυτάνεις (prytaneis), 単数形はπρύτανις (prytanis) プリュタニス, 当番評議員, 執行委員, 参政官とも）を担当する。
彼らは専用の会議所・役所であり、迎賓館も兼ねた国家の中心施設であるプリュタネイオン（希: πρυτανεῖον (prytaneion））で執務を行い、五百人評議会や民会の招集・議事・採決の世話をしたりもする。